# Prysstjärnen
Prysstjärnen är en sjö i Ragunda kommun i Jämtland och ingår i Indalsälvens huvudavrinningsområde. Sjön har en area på 0,0579 kvadratkilometer och ligger 247,2 meter över havet.

## Delavrinningsområde
Prysstjärnen ingår i det delavrinningsområde (700894-153125) som SMHI kallar för Ovan Degresjöbäcken. Medelhöjden är 342 meter över havet och ytan är 47,09 kvadratkilometer. Räknas de 14 avrinningsområdena uppströms in blir den ackumulerade arean 250,68 kvadratkilometer. Hälan (Lövåsån) som avvattnar avrinningsområdet har biflödesordning 2, vilket innebär att vattnet flödar genom totalt 2 vattendrag innan det når havet efter 114 kilometer. Avrinningsområdet består mestadels av skog (86 procent). Avrinningsområdet har 0,06 kvadratkilometer vattenytor vilket ger det en sjöprocent på 0,1 procent.